# Schwedische Badminton-Mannschaftsmeisterschaft 2014/15
Titelträger der Schwedischen Badminton-Mannschaftsmeisterschaft 2014/15 im Badminton und damit schwedischer Mannschaftsmeister wurde der Klub Kista BMK, der sich in den Play-offs durchsetzen konnte.

## Vorrunde
| Platz | Team                | Punkte | Spiele | G | U | V | Spielpunkte |   |    | Sätze |   |     | Bälle |   |      |
| ----- | ------------------- | ------ | ------ | - | - | - | ----------- | - | -- | ----- | - | --- | ----- | - | ---- |
| 1     | Kista BMK           | 20     | 7      | 7 | 0 | 0 | 43          | - | 6  | 135   | - | 45  | 1805  | - | 1337 |
| 2     | Fyrisfjädern        | 18     | 7      | 6 | 0 | 1 | 40          | - | 9  | 128   | - | 56  | 1824  | - | 1442 |
| 3     | Team Badminton Väst | 13     | 7      | 4 | 0 | 3 | 29          | - | 20 | 99    | - | 79  | 1635  | - | 1500 |
| 4     | Skogås BK           | 13     | 7      | 5 | 0 | 2 | 26          | - | 23 | 93    | - | 91  | 1648  | - | 1652 |
| 5     | Täby BMF            | 9      | 7      | 3 | 0 | 4 | 25          | - | 24 | 95    | - | 92  | 1715  | - | 1682 |
| 6     | Spårvägens BMF      | 6      | 7      | 2 | 0 | 5 | 14          | - | 35 | 71    | - | 115 | 1524  | - | 1781 |
| 7     | Spånga BMK          | 4      | 7      | 1 | 0 | 6 | 12          | - | 37 | 53    | - | 118 | 1325  | - | 1664 |
| 8     | Västerås BMF        | 1      | 7      | 0 | 0 | 7 | 7           | - | 42 | 51    | - | 129 | 1408  | - | 1826 |

## Play-offs

### Halbfinale
- Kista BMK – Täby BMF: 7-0, 7-0
- Fyrisfjädern – 	Team Badminton Väst: 6-1, 6-1

### Finale
- Kista BMK – Fyrisfjädern: 4-3